# Sjarkaŭsjtjyna
Sjarkaŭsjtjyna (vitryska: Шаркаўшчына) är en köping i Vitryssland.   Den ligger i voblasten Vitsebsks voblast, i den norra delen av landet, 160 km norr om huvudstaden Horad Mіnsk. Sjarkaŭsjtjyna ligger 129 meter över havet och antalet invånare är 6 424.

## Natur och klimat
Terrängen runt Sjarkaŭsjtjyna är mycket platt. Runt Sjarkaŭsjtjyna är det glesbefolkat, med 20 invånare per kvadratkilometer.. Sjarkaŭsjtjyna är det största samhället i trakten.
Trakten runt Sjarkaŭsjtjyna består till största delen av jordbruksmark.  Trakten ingår i den hemiboreala klimatzonen. Årsmedeltemperaturen i trakten är 4 °C. Den varmaste månaden är juli, då medeltemperaturen är 19 °C, och den kallaste är december, med −12 °C.